# أوراق الجحيم النقدية
نقود الجحيم أو أوراق جهنم، (بالصينية: 冥鈔؛ بينيين: míngchāo)، هي شكل مُعاصر من ورق الجوس، مطبوع ليشبه الأوراق النقدية القانونية. هذه الأوراق ليست عملة رسمية مُعترف بها أو عملة قانونية، إذ إن الغرض الوحيد منها هو تقديمها كقرابين محروقة للمتوفى كحلٍّ لمشاكله المالية المفترضة في الآخرة. مارس الصينيون المعاصرون وفي جميع أنحاء شرق آسيا هذه الطقوس منذ أواخر القرن التاسع عشر، وقد تبنتها بعض الديانات القائمة على الويكا في السنوات الأخيرة. كانت نماذج أوائل القرن العشرين تُشبه في تصميمها العملات التجارية الصغيرة من النوع الذي أصدرته الشركات في جميع أنحاء الصين حتى منتصف عقد الأربعينيات في القرن العشرين.
إن تحديد هذا النوع من ورق الجوس باعتباره "أوراق جهنم" أو "أموال الجحيم" هو إلى حد كبير شيء من الثقافة الغربية، حيث تعتبر هذه العناصر ببساطة شكلاً آخر من أشكال ورق الجوس (冥幣، 陰司紙، 紙錢، أو 金紙) في الثقافات شرق آسيا وليس لها اسم أو مكانة خاصة.

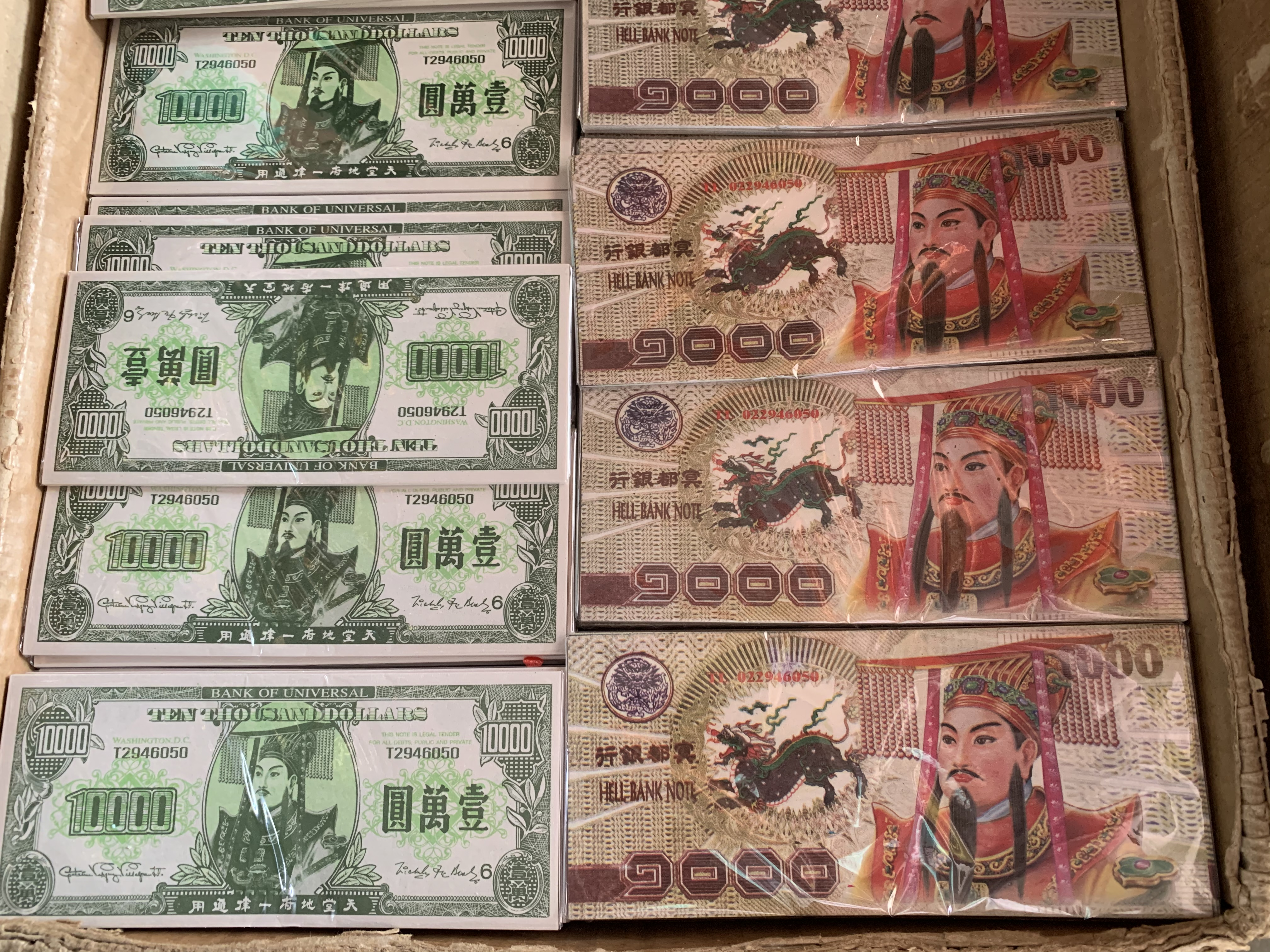
أوراق نقدية من الجحيم في تايلاند تشبه الدولار الأمريكي، وأوراق نقدية من البات التايلاندي

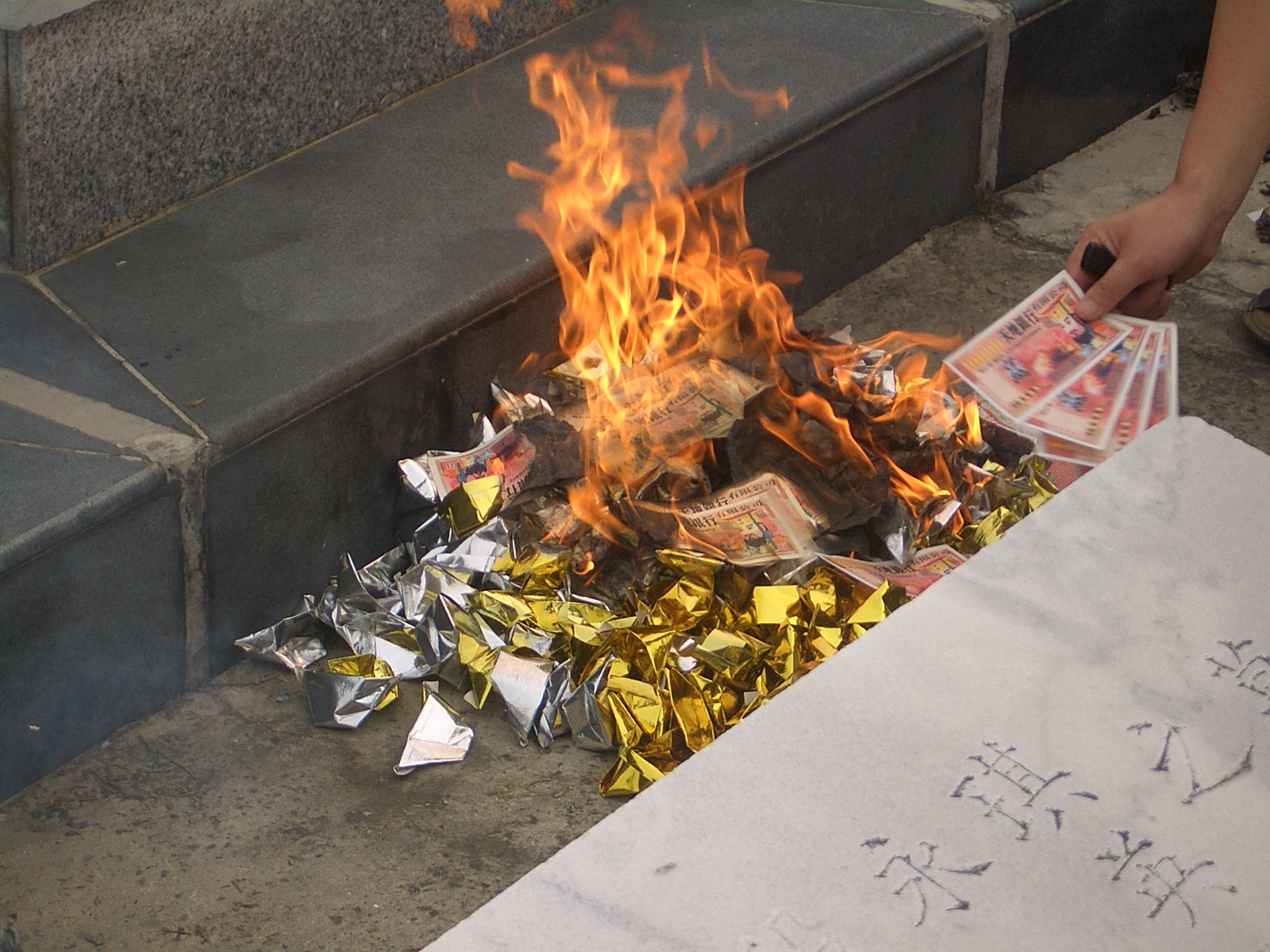
حرق عملات نقود جوس الورقية بالقرب من قبر مع جوس يوانباو خلال مهرجان الأشباح الصيني

## الاسم
تشير كلمة "جحيم" المكتوبة على أوراق النقد إلى "دييو" (بالصينية التقليدية: 地獄؛ بالصينية المبسطة: 地狱؛ بينيين: dìyù، وتعني "سجن العالم السفلي"؛ وتُعرف أيضًا باسم 地府، dìfǔ، وتعني "محكمة العالم السفلي"). طُبعت هذه الكلمات على بعض الأوراق النقدية. في المعتقدات الصينية التقليدية، يُعتقد أن هذا هو المكان الذي تُحاكم فيهِ أرواح الموتى لأول مرة من قِبل سيد محكمة العالم السفلي، ياما (يانلو وانغ). بعد هذا الحكم تحديدًا، تُرافق الأرواح إلى الجنة أو تُرسل إلى متاهة ذات مستويات مختلفة في غرف العالم السفلي للتكفير عن خطاياها. يعتقد الناس أنه حتى في محكمة العالم السفلي، تحتاج الأرواح إلى استخدام المال، سواءً لرشوة مسؤولي الآخرة أو لتكملة قيمة القرابين التي قدمها الموتى في حياتهم، للتكفير عن خطاياهم.
يُوازي مفهوم "دي يو" مفهوم المطهر كما تُعلّمه بعض الطوائف المسيحية. تُشير حكاية شائعة إلى أن كلمة "جحيم" أُدخلت إلى الصين عن طريق المبشرين المسيحيين، الذين بشّروا بأن جميع الصينيين غير المسيحيين سيذهبون إلى الجحيم بعد الموت. وهكذا، فُسِّرت كلمة "جحيم" خطأً على أنها المصطلح الإنجليزي الصحيح للحياة الآخرة، ومن ثم اعتُمد هذا المصطلح في الثقافة الصينية. تحاول بعض الأوراق النقدية المطبوعة تصحيح هذا الأمر بحذف كلمة "جحيم" واستبدالها أحيانًا بكلمة "جنة" أو "فردوس". عادةً ما توجد هذه الأوراق النقدية في عبوات أوراق الجوس المخصصة للحرق قرباناً للآلهة الصينية، وعادةً ما تكون بألوان مختلفة، ولكن لها نفس تصميم أوراق الجحيم النقدية.

## التصميم

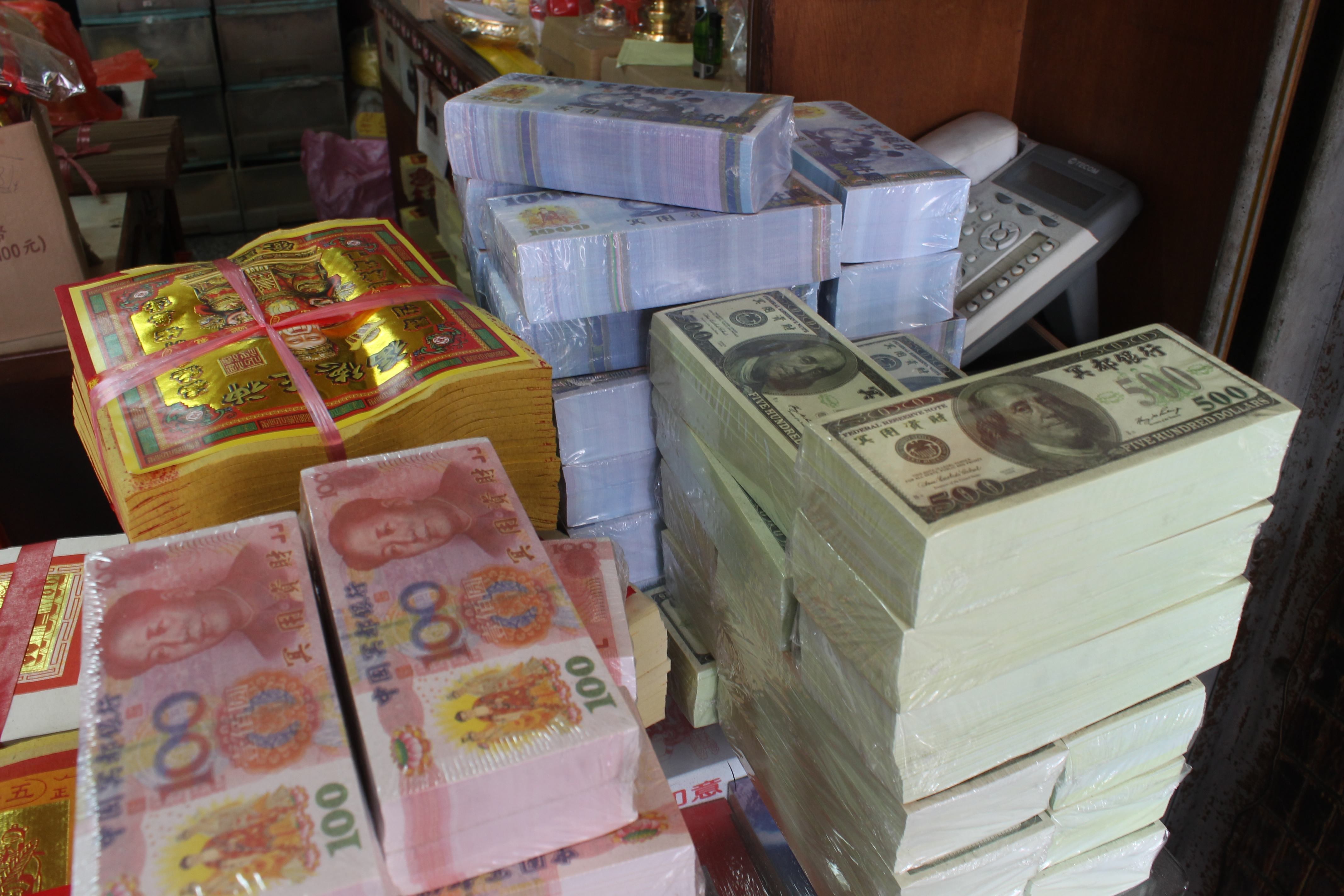
مجموعة من أوراق الجحيم التي يحرقها الناس مع أوراق الجوس للموتى

صدرت نماذج سابقة من هذهِ أوراق الجحيم النقدية بفئات 5 و10 يوانات فأكثر، وكانت هذه المبالغ تُعتبر كافية حتى تفاقم التضخم في الصين عام 1944. وسرعان ما انعكس الارتفاع الكبير في قيمة العملة الأصلية على الأوراق النقدية الصادرة للحياة الآخرة، وبعد عام 1945، صدرت غالبية أوراق الجحيم النقدية بفئات 10,000 دولار أمريكي فأكثر. وكانت هذه الإصدارات السابقة تُصوّر عادةً مناظر طبيعية أو معابد أو قطارات، وقد يصل عدد أنواعها العديدة إلى الملايين.
تشتهر أوراق الجحيم النقدية الحديثة بفئاتها الكبيرة، التي تتراوح بين 10,000 دولار وعدة مليارات. عادةً ما يحمل وجهها صورة الإمبراطور جايد، رئيس ملوك السماء في الطاوية، وتوقيع يانلوه، ملك الجحيم (閻羅)، بصفته "غابينور البنك". عادةً ما توجد صورة "بنك الجحيم" على ظهرها.
من أوراق الجحيم النقدية الشائعة في البيع ورقة الـ 10,000 دولار المصممة على غرار ورقة الاحتياطي الفيدرالي الأمريكية القديمة، وورقة الـ 5,000,000 دولار المصممة على غرار اليوان الذهبي الصيني. يحتوي وجه الورقة، بالإضافة إلى صورة الإمبراطور جايد، على ختم بنك الجحيم الذي يتضمن صورة للبنك نفسه. تنتشر على ظهر الورقة العديد من أوراق "بنك الجحيم" الصغيرة الباهتة باللون الأصفر. تُباع هذه الأوراق في عبوات من 50 إلى 150 ورقة، مغلفة بالسيلوفان.
تبيع المتاجر المتخصصة في بيع السلع الدينية، مثل متاجر السلع الدينية في ماليزيا، أوراقًا نقدية مزخرفة بإتقان أكبر من فئة 10,000 دولار المعتادة. بعض الأوراق النقدية لا تحمل صورة الإمبراطور جايد، بل تحمل صور شخصيات شهيرة أخرى من الأساطير الصينية، مثل الثمانية الخالدين، وبوذا، وياما، أو صور تنانين. حتى أن بعض الأوراق النقدية الفيتنامية تحمل صور شخصيات شهيرة متوفية، مثل زعيم الاتحاد السوفيتي جوزيف ستالين، والرئيس الأمريكي جون كينيدي، ومارلين مونرو، مع أن هذه الأوراق النقدية صُنعت على سبيل المزاح، وليست مخصصة للاستخدام كأوراق عملة جوس حقيقية.

## الخلاصة
عند حرق أوراق الجحيم النقدية، تُوضع في حزمة واحدة، بطريقة محترمة. وفي بعض العادات، قد تُطوى كل ورقة نقدية بطريقة معينة قبل رميها في النار، وذلك لاعتقادهم بأن حرق النقود الحقيقية يجلب الحظ السيئ.

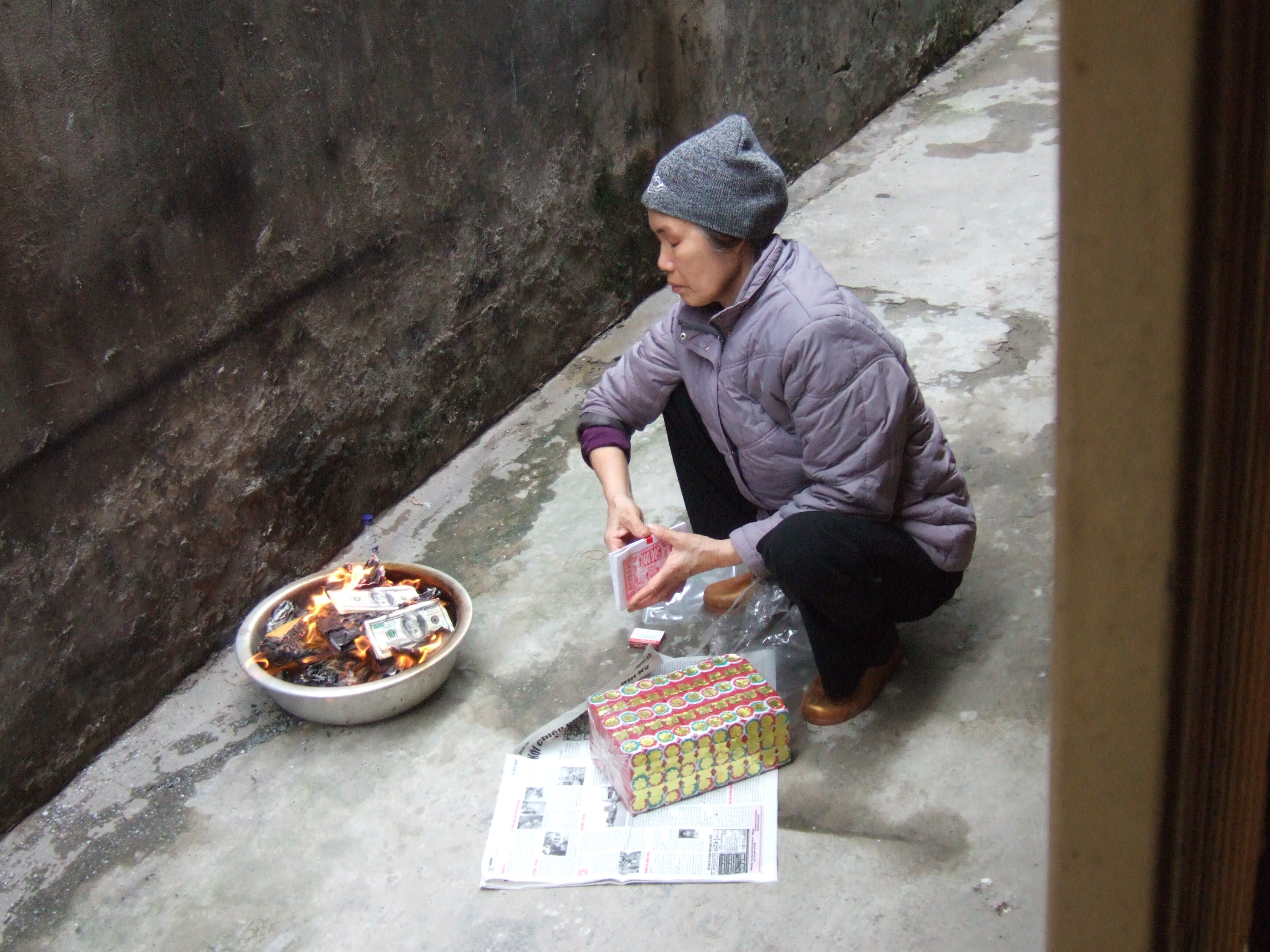
سيدة تحرق أوراق الجوس أمام منزلها في هانوي بعد تقديم الطعام لأسلافها
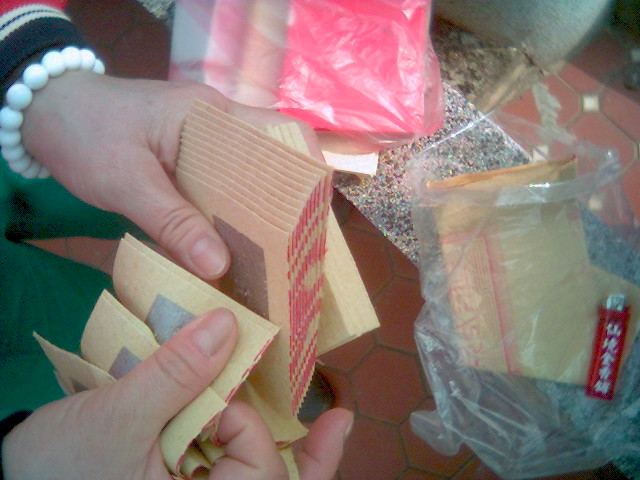
أوراق الجوس من النوع الفضي تُطوى استعدادًا للحرق
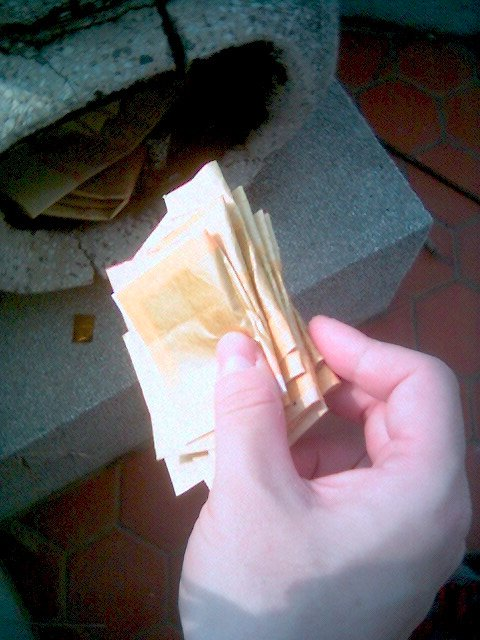
أوراق الجوس مطوية وجاهزة للحرق كقربان

بينما لا تزال عادة حرق أوراق الجحيم النقدية قانونية في الصين، حظرت وزارة الشؤون المدنية في الصين، اعتبارًا من عام 2006، ممارسة حرق القرابين الورقية "العاديّة" للموتى. ووفقًا للوزارة، فإن حظر القرابين الورقية مثل "الفلل الفاخرة، وسيارات السيدان، والعشيقات، وغيرها من أدوات التضحية الفوضوية" كان جزءًا من جهد للقضاء على السلوك "الإقطاعي" والخرافي.
يعتبر إعطاء شخص حي أوراق الجحيم النقدية إهانة كبيرة في الثقافة الصينية وقد يُنظر إليهِ على أنهُ تهديد بالقتل.
واجهت جامعة تورنتو جدلاً بعد أن قام أعضاء فريق خريجي الجامعة بتوزيع مظاريف حمراء تحتوي على أموال ورق جوس، بالخطأ كما يُزعم، كجزء من احتفالاتها بالعام القمري الجديد في عام 2022.

## اقرأ أيضاً
- Smith, Ward & Matravers, Brian (1970). Chinese Banknotes, p. 144. Shirjieh Publishers, Menlo Park, California
- 冥國銀行紙幣